# Roger Chupin
Pour les articles homonymes, voir Chupin.
Roger Chupin, né le 30 septembre 1921 à Avrillé (Maine-et-Loire) et mort le 12 novembre 2002 dans le Ve arrondissement de Paris, est un coureur cycliste français. Professionnel de 1946 à 1958, il a remporté le Circuit lyonnais, le Tour du Cantal, Paris-Limoges et le Grand Prix du Courrier picard.

## Palmarès

### Palmarès amateur
- 1938
  - Premier pas Dunlop

- 1939
  - 3e de Paris-Dieppe

- 1940
  - Champion du Maine-et-Loire
  - Paris-Béthizy

- 1945
  - 3e du Grand Prix du CV 19e

### Palmarès professionnel
- 1946
  - Circuit lyonnais
  - Tour du Cantal
  - 2e du Grand Prix de Plouay

- 1947
  - Paris-Limoges
  - Grand Prix du Courrier picard
  - 2e de Paris-Camembert
  - 3e du Tour de Lorraine
  - 3e de Nantes-Les Sables-d'Olonne
  - 3e du Grand Prix de Plouay

- 1948
  - 10ea étape du Tour du Portugal

- 1950
  - 2e du Grand Prix du Havre Libre
  - 4e de Paris-Bruxelles

- 1951
  - 5e étape du Tour de l'Ouest
  - 4e de Paris-Tours

- 1953
  - 2e du Circuit des Deux-Ponts Montceau-les-mines
  - 2e de Paris-Clermont-Ferrand

- 1955
  - 7e étape du Tour du Maroc
  - 2e du Grand Prix d'Isbergues

- 1956
  - 2e du Tour de l'Oise

## Résultats sur les grands tours

### Tour de France
4 participations
- 1948 : abandon (14e étape)
- 1950 : abandon (14e étape)
- 1953 : abandon (14e étape)
- 1956 : 82e